# Ossinte
Ossinte (in greco antico: Ὀξύντης?, Oxýntēs) è un personaggio della mitologia greca, figlio di Demofonte e di Filide, quindi nipote di Teseo e Fedra. Fu il tredicesimo re mitologico di Atene, ebbe due figli Afeida e Timete.

## Mitologia
Entrambi i suoi figli gli succedettero sul trono e Timete fu l'ultimo dei discendenti di Teseo a sedere sul trono di Atene.